# Gyrinus emarginatus
Gyrinus emarginatus là một loài bọ cánh cứng trong họ van Gyrinidae. Loài này được Dejean miêu tả khoa học năm 1821.